# Назаренко, Тихон Николаевич
Тихон Николаевич Назаренко (13 августа 1900 года, с. Поташ, Мошуровская волость, Уманский уезд, Киевская губерния — 22 апреля 1988 года, Москва) — советский военный деятель, генерал-майор (25 сентября 1943 года).

## Начальная биография
Тихон Николаевич Назаренко родился 13 августа 1900 года в селе Поташ Уманского уезда Киевской губернии.

## Военная служба

### Гражданская войны
В августе 1920 года призван в ряды РККА и направлен красноармейцем в 7-й железнодорожный батальон, после чего принимал участие в боевых действиях на Южном фронте против войск под командованием генерала П. Н. Врангеля. В ноябре был ранен, после чего лечился в Херсонском госпитале. По выздоровлении в апреле 1921 года направлен на учёбу на 82-е Уманские пехотные командные курсы, однако осенью заболел тифом и по выздоровлении направлен в отпуск, после возвращения из которого направлен на учёбу на 15-е Киевские пехотные командные курсы, которые окончил в декабре 1922 года.

### Межвоенное время
В январе 1923 года назначен на должность командира отделения и старшины роты в составе 71-го стрелкового полка (24-я стрелковая дивизия), дислоцированного в Виннице, в декабре того же года — на должность командира отделения в 132-м территориальном полку в Умани, а в марте 1924 года — на должность командира взвода дивизионной школы в составе 99-й территориальной стрелковой дивизии (Украинский военный округ). В сентябре того же года Назаренко направлен на учёбу в Объединённую школу командиров РККА имени Главкома С. С. Каменева, дислоцированную в Киеве. После окончания школы с августа 1926 года служил в 132-м Донецком стрелковом полку (44-я стрелковая дивизия), дислоцированном в Житомире, на должностях командира взвода, роты одногодичников и полковой школы, помощника командира роты по политической части.
С марта 1930 года служил в составе 21-го Ямпольского погранотряда войск ОГПУ на должностях помощника начальника заставы по политической части, командира учебного взвода и взвода маневренной группы. С января 1934 года служил в 20-м Краснознамённом Славутском погранотряде войск НКВД на должностях командира стрелкового дивизиона и начальника маневренной группы.
В 1937 году окончил заочный курс 3-й высшей пограничной школы НКВД. 4 ноября того же года Т. Н. Назаренко уволен в запас по ст. 46 п. «в», после чего работал на должности начальника военной подготовки учащихся вузов и техникумов при Управлении учебных заведений Наркомата земельных управ УССР.
После пересмотра дела об увольнении 15 мая 1939 года Т. Н. Назаренко был восстановлен в кадрах пограничных войск НКВД и назначен на должность старшего помощника начальника 2-го отделения (боевой подготовки) штаба Армянского пограничного округа.
В 1941 году окончил два курса заочного факультета Военной академии имени М. В. Фрунзе.

### Великая Отечественная война
В июле 1941 года майор Назаренко направлен в Загорск, где был назначен на должность начальника штаба 917-го стрелкового полка формируемой 249-й стрелковой дивизии, которая вскоре была передислоцирована в район Осташкова, где заняла рубеж Осташков, Селижарово, Большая Коша. 23 сентября назначен на должность командира 925-го стрелкового полка в составе этой же дивизии, после чего принимал участие в тяжёлых оборонительных боевых действиях юго-западнее г. Осташков и под Селижарово в ходе Вяземской и Калининской оборонительных операций. С 9 января 1942 года дивизия участвовала в ходе Торопецко-Холмской наступательной операции, во время которой освободила города Пено, Андреаполь и Торопец. Вскоре перерезала шоссе Витебск — Невель, в результате чего были перекрыты пути для отступления войск противника, а затем принимала участие в боевых действиях в районе г. Велиж. Приказом НКО от 16 февраля 1942 года 249-я стрелковая дивизия была преобразована в 16-ю гвардейскую, а 925-й стрелковый полк — в 49-й гвардейский.
8 апреля 1942 года подполковник Назаренко назначен на должность командира 332-й стрелковой дивизии, которая вела оборонительные боевые действия в районе южнее г. Велиж, а с сентября 1943 года вела наступление на витебском направлении. 2 декабря того же года был тяжело ранен, после чего проходил лечение в госпитале имени П. В. Мандрыки (Москва).
После выздоровления в июне 1944 года назначен на должность начальника Арзамасского стрелково-миномётного училища.

### Послевоенная карьера
В сентябре 1945 года назначен на должность начальника отдела вузов Ставропольского военного округа, а в мае 1946 года — на должность начальника отдела боевой и физической подготовки Южно-Уральского военного округа.
В марте 1950 года направлен на учёбу на курсы усовершенствования командиров стрелковых дивизий при Военной академии имени М. В. Фрунзе, однако в июне того же года был переведён на Высшие академические курсы при Высшей военной академии имени К. Е. Ворошилова, после окончания которых в декабре 1951 года вернулся в Военную академию имени М. В. Фрунзе для преподавательской работы. В январе 1953 года назначен на должность старшего преподавателя кафедры общей тактики.
Генерал-майор Тихон Николаевич Назаренко с января 1954 года находился в распоряжении 10-го управления Генштаба, а в июне 1957 года вышел в отставку. Умер 22 апреля 1988 года в Москве.

## Награды
- Орден Ленина (06.05.1946);
- Три ордена Красного Знамени (30.03.1942, 03.11.1944, 21.08.1953);
- Два ордена Отечественной войны 1 степени (18.10.1943, 06.04.1985);
- Орден Красной Звезды (30.01.1943);
- Медали;
- Наградное оружие (пистолет Коровина; 1930).